# Meseta de Chilcotin
La meseta de Chilcotin es parte de la meseta de Fraser, una subdivisión importante de la meseta Interior de la Columbia Británica. La meseta de Chilcotin es físicamente casi idéntica a la región del mismo nombre, es decir, "el Chilcotin", que se encuentra entre el río Fraser y las montañas de la Costa sur y está definida por la cuenca del río Chilcotin, por lo que incluye áreas montañosas más allá de la meseta. Al este de la meseta de Chilcotin, al otro lado del río Fraser, se encuentra la meseta de Cariboo, mientras que al norte, más allá del río West Road (Blackwater), se encuentra la meseta de Nechako. Al oeste y al sur de la meseta de Chilcotin se encuentran varias subdivisiones de las montañas de la Costa, incluidas las cordilleras de Chilcotin, que se encuentran a lo largo del suroeste de la meseta.
Incluida dentro de la definición de la meseta de Chilcotin están la cordillera del Arco Iris, cerca de Bella Coola y la cordillera Ilgachuz y la cordillera de Itcha igualmente volcánicas, ambas son importantes volcanes en escudo. La cordillera Camelsfoot, al norte de Lillooet, está incluida en la meseta de Chilcotin por algunos sistemas de clasificación.
La meseta está casi completamente drenada por el río Chilcotin y sus afluentes, los más grandes de los cuales son los ríos Chilanko y Chilko. También drena la meseta en su borde oriental Churn Creek, que forma el flanco este de Camelsfoot Range y entra directamente en el río Fraser. En el lado oeste de la meseta, las cuencas de los ríos Dean, Homathko y Atnarko penetran los macizos de las Montañas Costeras y tienen sus nacimientos, o la primera parte de sus cursos, en la meseta de Chilcotin.
La meseta de Chilcotin consiste en lava basáltica del grupo Chilcotin, un grupo de rocas volcánicas relacionadas que es casi paralelo a la meseta de Fraser. Se extiende a lo largo del cinturón volcánico Garibaldi adyacente en las montañas costeras. Se considera que el vulcanismo de la meseta de Chilcotin es el resultado de la extensión de la corteza detrás de la zona de subducción costera de Cascadia.